# Josef Konstantin Beer
Josef Konstantin Beer (11. března 1862, Most – 27. února 1933, Budapešť) byl malíř, restaurátor a sběratel umění.

## Život
Narodil se v Mostě dne 11. března 1862, ovšem z města se odstěhoval již v roce 1879. Ve Vídni vystudoval uměleckoprůmyslovou školu a poté přešel na tamní Akademii výtvarných umění. V roce 1886 pokračoval ve studiu malířství v Karlsruhe a následující rok v Lübecku. Již během svého studia zrestauroval některá umělecká díla ze 14. až 18. století v děkanském kostele v Mostě. V roce 1891 se stal asistentem v restaurátorském ateliéru Staré pinakotéky v Mnichově, o rok později odejel do Budapešti, kde se stal vedoucím restaurátorem a konzervátorem Národní galerie. Zde pracoval a žil až do své smrti 27. února roku 1933.
Během svého života shromáždil sbírku 218 obrazů, která obsahovala jeho vlastní tvorbu, díla starých mistrů i obrazy jeho současníků. Tuto kolekci pak spolu s dalšími předměty ve své závěti odkázal tehdejšímu městskému muzeu ve svém rodném Mostě. Z jeho odkazu měly být pořádány prodejní výstavy mladých začínajících umělců – malířů, grafiků i sochařů – jako forma jejich podpory. První výstavy proběhly již v roce 1934.
V roce 1935 byla v Mostě uspořádána výstava obrazů z jeho sbírky. I když se už v roce 1936 uvažovalo o zřízení Beerovy galerie pro stálou výstavu, nakonec zůstaly obrazy v muzejních depozitářích a pro veřejnost byly opět vystaveny až po dlouhé době v roce 1973, kdy se konala výstava Umění restaurátorské. V roce 1993 se obrazy z jeho odkazu objevily na výstavě Umění evropských mistrů 16. až 19. století ve sbírkách muzea v Mostě.
Většina jeho děl pochází z období 1881–1892, tedy z dob studií. Během svého působení v Budapešti se věnoval převážně restaurování a vlastních děl vytvořil jen málo.